# Harruckern Ferenc

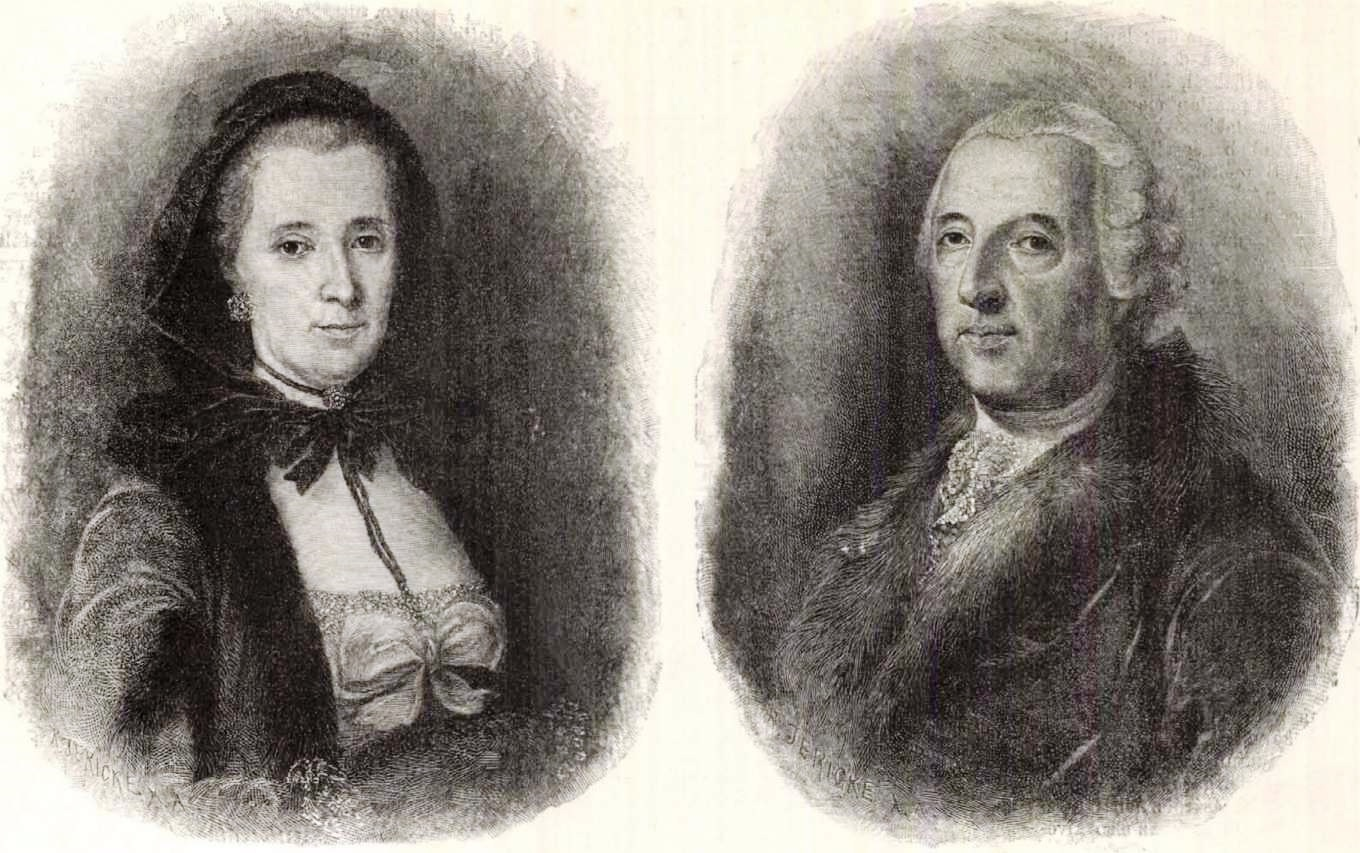
Harruckern Ferenc és felesége Dirling Mária

Báró Harruckern Ferenc Domonkos (németül: Freiherr Franz Dominik von Harruckern) (Wels, 1696. – Bécs, 1775. november 14.) osztrák származású magyar nagybirtokos főnemes, Békés vármegye főispánja.

## Élete
Báró Harruckern János György és Vorstern Anna Mária gyermekeként született a Felső-Ausztriai Wels-ben. 1729-ben a császári udvari kamara tanácsosa lett, 1730-tól pedig édesapja, az akkori békési főispán jobbkeze lett Gyulán. Folyamatosan tartotta a kapcsolatot Békés vármegye vezető tisztviselőivel és rendszeresen látogatta a közgyűléseket is. Többször édesapja helyett kényszerült intézkedni. Ilyen alkalom volt az 1736-os tisztújítás, egy 1735-ben kitört lázadás és az 1738 augusztusában Csabán kitört pestis ügye is. Amikor édesapja meghalt 1742-ben arra Harruckern már jártas volt a vármegyei ügyekben, így amikor Mária Terézia apja helyett főispánná tette meg, nem hozott gyakorlati változást hivatali életébe. Főispánsága kezdetén a vármegye háborús készülődésben égett, hiszen már javában zajlott az örökösödési háború. Ennek ellenére mégis sikerült reformokat bevezetnie a vármegye közigazgatásában. 1744-ben az ő javaslatára jött létre az alszolgabírói tisztség, 1748-ban pedig két járási szolgabíróságot is alapítottak. Ezek mellett talán a legfontosabb intézkedése mégis a vármegyei-uradalmi pénztárnokság különválasztása volt 1762-ben. Az 1767-es vármegyei tisztviselő-választáskor tett fáradozásait a vármegye 100 körmöci arannyal akarta jutalmazni, ám ezt Harruckern és felesége is visszautasította, így az összeget a szolgálószemélyzet között osztották szét. Ezek mellett a vármegyei tisztikar szociális helyzetét is fontosnak tartotta. Amikor 1744-ben figyelmeztetésben részesítette őket, egyúttal földet is biztosított számukra, ahol teljesen szabadon gazdálkodhattak, továbbá lehetővé tettei vármegyei lakások építését is. A gyulai udvari élet sem kerülte el a főispán érdeklődését. Hueber Antal, Harruckern udvari papja meg is örökítette az udvari élet mindennapjait. Feljegyzéseiből megtudhatjuk, hogy a Harruckern család a telet Bécsben töltötte, de júniustól októberig Gyulán laktak. Sok program akadt, mindenekelőtt vadászat, halászat, madarászat és szüret. Ezeken felül sem mentek ritkaságszámba a névnapi mulatságok, házi színjátszások és a táncvigalmak, de az ájtatosság és a buzgó vallásgyakorlás is szerves része volt az itteni életnek. Harruckern Ferenc báró 1775-ös halálával hatalmas birtokok váltak gazdátlanná, hiszen fiúörököse nem maradt.

### Családja
Harruckern báró háromszor is megnősült. 1727-ben Mayer Annát, 1732-ben báró Prandau Máriát, míg 1738-ban Driling Máriát vette feleségül. Két leánya maradt:
- Mária Anna (1728–1786); férje: gróf Stockhammer József (?–1795)
- Mária Jozefa (1740–1802); férje: gróf Károlyi Antal (1732–1791)